# Sílvio Pereira II
Sílvio Pereira II, às vezes Sylvio Pereira II, é um bairro do município brasileiro de Coronel Fabriciano, no interior do estado de Minas Gerais. Localiza-se no distrito Senador Melo Viana, estando situado no Setor 5. Segundo o censo demográfico de 2022, realizado pelo Instituto Brasileiro de Geografia e Estatística (IBGE), sua população era de 2 908 habitantes e havia 981 domicílios particulares permanentes ocupados.
De acordo com o IBGE, em 2010 a população era de 3 143 habitantes e havia 1 004 domicílios particulares.

## História
A área onde hoje está situado o bairro Sílvio Pereira II era ocupada originalmente pela "Fazenda Bom Jesus". As terras foram vendidas à Empreendimentos Novo Reno e posteriormente repassadas ao Instituto de Orientação às Cooperativas Habitacionais (Inocoop). Por meio do chamado Plano de Ação Imediata para Habitação (PAIH), foi construído o núcleo habitacional de casas populares composto por 16 quadras, criado em 19 de setembro de 1990, juntamente com o Sílvio Pereira I; outro setor do conjunto, do qual é separado apenas por um morro, onde hoje é o bairro Santa Rita.
Seu nome é uma homenagem a Sylvio Bartolomeu Pereira, filho de um dos pioneiros da cidade (coronel Silvino Pereira), ex-vereador e presidente da Câmara Municipal, que faleceu por problemas de saúde em 19 de junho de 1990. Em 2017, o Sílvio Pereira II foi atendido pela construção da Avenida Maanaim, que facilitou o acesso de sua região à Avenida Tancredo Neves. Na entrada do bairro pela nova via foi construída a Unidade de Pronto Atendimento (UPA) Doutor Walter Luiz Winter Maia, inaugurada em 25 de junho de 2020.

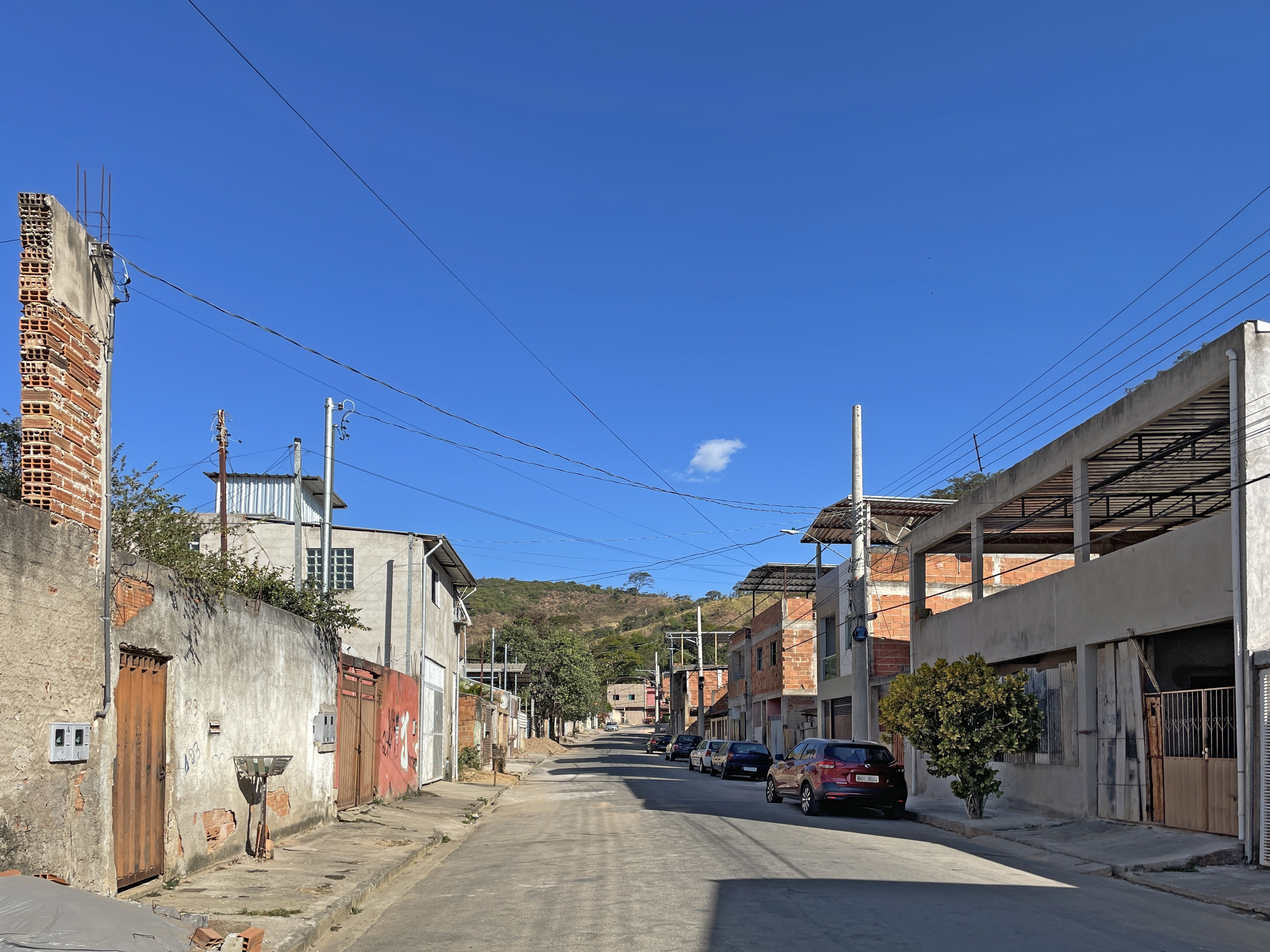
Rua 20 no interior do bairro
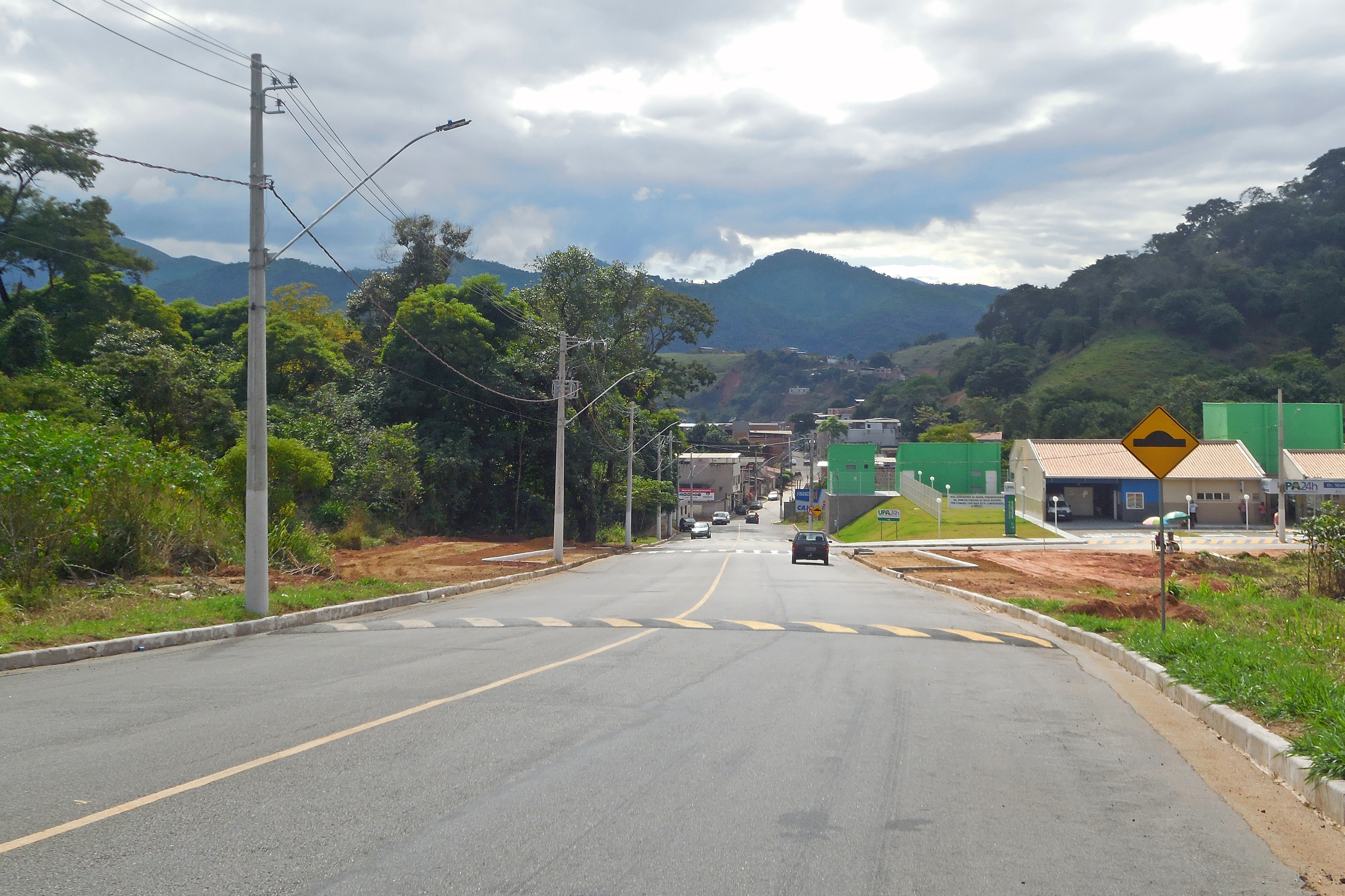
Final da Avenida Maanaim no Sílvio Pereira II
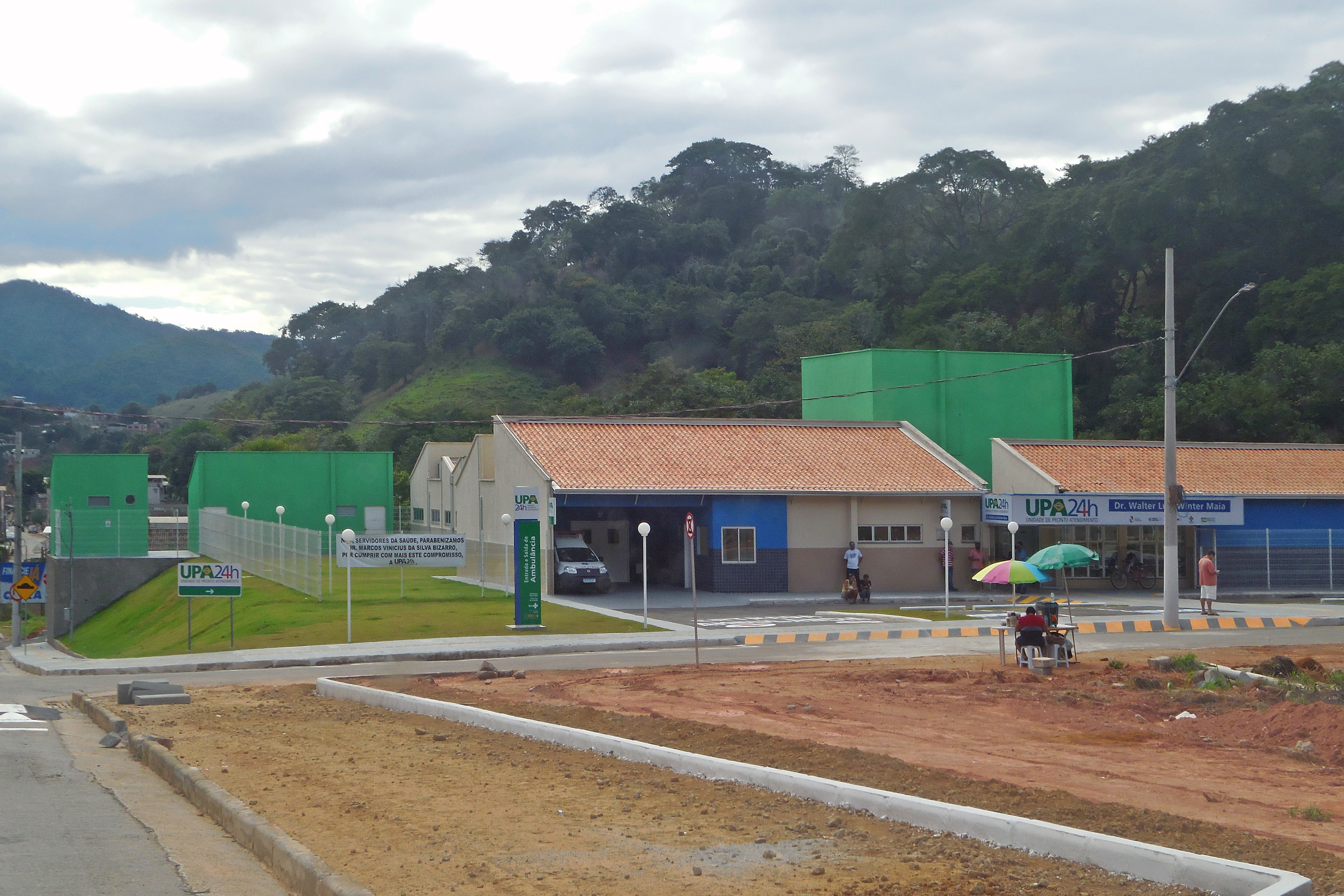
UPA Dr. Walter Luiz Winter Maia, inaugurada em 2020.